# Водно-болотні угіддя дельти Ориноко
Водно-болотні угіддя дельти Ориноко (ідентифікатор WWF: NT0906) — неотропічний екорегіон затоплюваних луків і саван, розташований на північному сході Венесуели.

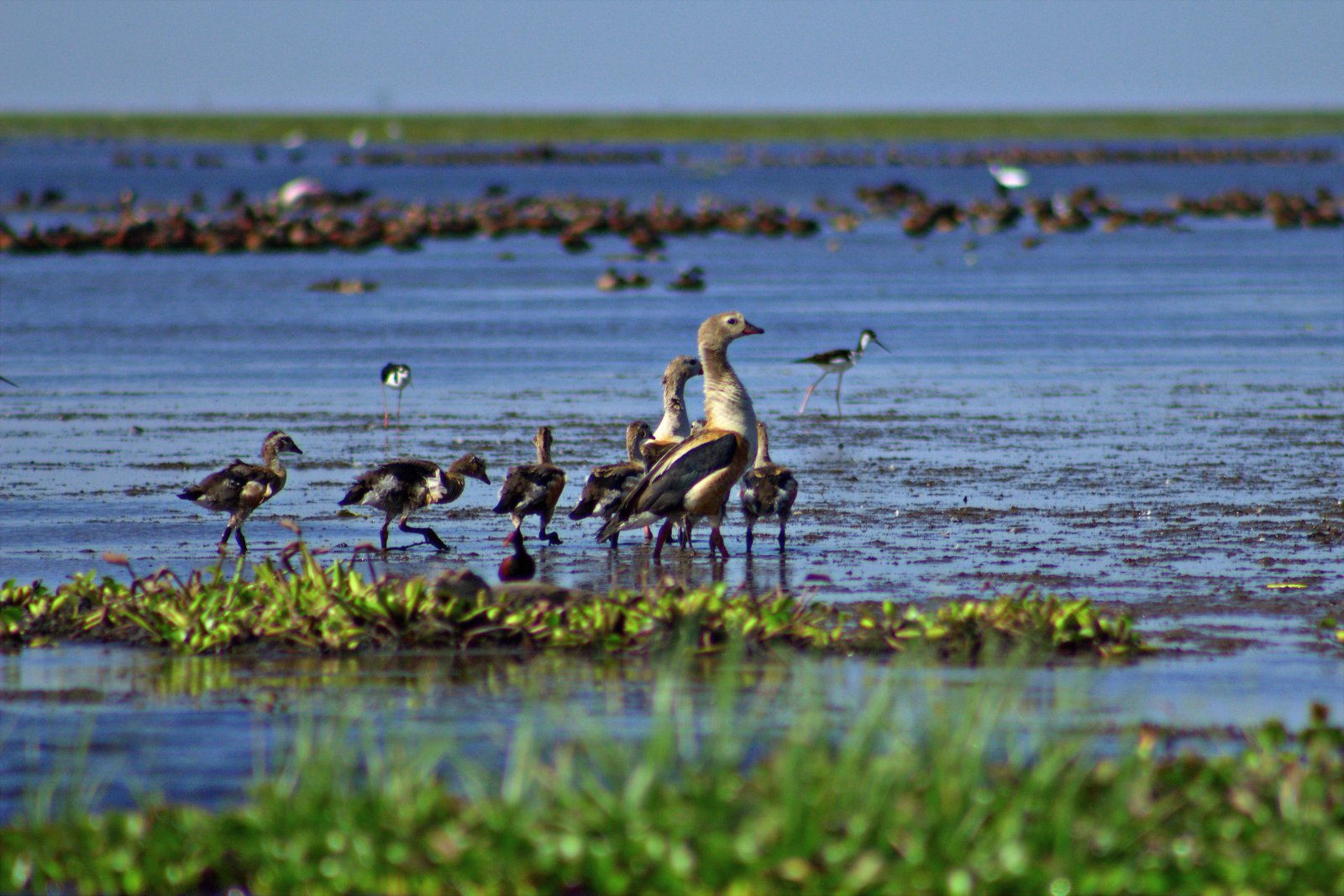
Група гривастих каргарок (Neochen jubata)

## Географія
Екорегіон водно-болотних угідь дельти Ориноко охоплює сім ділянок заболочених луків та саван, розташованих у дельті Ориноко — одному з найбільших у світі масивів незайманих водно-болотних угідь на Землі. Ділянки екорегіону розташовані на північ від головного русла Ориноко, вздовж річок Бока-Гранде і Сан-Хуан, а також у межах дельти Амакуро. Основна частина регіону розташована на північний захід від міста Тукупіта, вздовж річки Каньйо-Манамо, яка відгалужується від Ориноко поблизу Барранкаса, утворюючи західний край дельти. Наступна за величиною ділянка розташована вздовж річки Маракао. Інші ділянки простягаються вздовж узбережжя Атлантичного океану, утворюючи перехідну смугу між мангровими лісами, які є частиною екорегіонів венесуельських мангрів і гвіанських мангрів, та заболоченими лісами дельти Ориноко. На заході заболочені савани екорегіону переходять у більш сухі савани Льяносу.
Ориноко є однією з найбільших річок Південної Америки та четвертою в світі за об'ємом річкового стоку. Вона бере початок у горах Гвіанського нагір'я і тече широкою дугою, огинаючи його з заходу та півночі, вбирає у себе численні притоки, що стікають з Гвіанського нагір'я та Анд, та впадає у Атлантичний океан. В районі гирла Ориноко розділяється на сотні рукавів, які утворюють широку дельту та велику кількість річкових островів. Рельєф дельти представлений майже пласкими алювіальними низовинами, висота яких коливається від 1 до 9 м над рівнем моря. За рахунок постійного накопичення алювіальних відкладів дельта Ориноко просувається у напрямку океану зі швидкістю 40 м на рік протягом усієї своєї 360-кілометрової берегової лінії; лише за останнє століття її площа збільшилася на понад 1000 км². Територія екорегіону практично ненаселена, за винятком невеликого міста Тукупіта на краю регіону та невеликих громад варао (корінних жителів дельти Ориноко) уздовж річок.

## Клімат
В межах екорегіону переважає спекотний та вологий тропічний клімат. Середньорічна кількість опадів коливається від 1000 до 2000 мм, збільшуючись з півночі на південь. Вологий сезон в регіоні розпочинається у квітні-травні і триває до грудня з короткою перервою у липні.

## Флора
Рослинний покрив екорегіону представлений високотравними заплавними луками і саванами, які перемежовуються численними річковими рукавами і водними протоками. Вони є частиною складної мозаїки постійних водно-болотних угідь, мангрових заростей та заболочених лісів дельти Ориноко.
Серед трав, поширених на луках регіону, слід відзначити гвіанську глечикову осоку (Lagenocarpus guianensis), водяний двоколосник (Paspalum repens), а також різні види мілководників (Ludwigia  spp.), мезосетумів (Mesosetum spp.), нептуній (Neptunia spp.) та дзьобонасінників (Rhynchospora spp.). Дерев та чагарників на більшій частині екорегіону зустрічається дуже мало, однак у деяких районах трапляються пальмові гаї, основу яких складають звичайні манікарії (Manicaria saccifera), звивисті мавріції (Mauritia flexuosa) та пальми асаї (Euterpe oleracea), а також різні види атталей (Attalea spp.). На окраїнах екорегіону зустрічаються види, характерні для навколишніх мангрових, заболочених та рівнинних тропічних лісів. На більш сухих луках, поширених на заході регіону, зустрічаються вічнозелені широколистяні дерева, характерні для саван Льяносу. 

## Фауна
Серед великих ссавців, поширених в екорегіоні, слід відзначити ягуара (Panthera onca), звичайного пекарі (Tayassu pecari), великого мурахоїда (Myrmecophaga tridactyla), велику капібару (Hydrochoeris hydrochaeris) та гігантську видру (Pteronura brasiliensis), а серед менших ссавців — оцелота (Leopardus pardalis), майконга-крабоїда (Cerdocyon thous), ракуна-крабоїда (Procyon cancrivorus), неотропічну видру (Lontra longicaudis) та великого видроопосума (Lutreolina crassicaudata). У річках регіону зустрічаються дуже рідкісні оринокські річкові дельфіни (Inia humboldtiana), які перебувають під загрозою зникнення. Іноді у гирло Ориноко запливають американські ламантини (Trichechus manatus), які живляться водною рослинністю.
Серед птахів, поширених на заболочених луках дельти Ориноко, слід відзначити гривасту каргарку (Neochen jubata), червонодзьобого свистача (Dendrocygna autumnalis), чорного канюка-крабоїда (Buteogallus anthracinus), тринідадського амазона (Amazona ochrocephala), венесуельського аратингу (Psittacara leucophthalmus), велику чепуру (Ardea alba), американську чепуру (Egretta thula), неотропічного ябіру (Jabiru mycteria), білохвостого дрімлюгу (Hydropsalis cayennensis), неотропічного серпокрильця-крихітку (Tachornis squamata), колібрі-рубіна (Chrysolampis mosquitus), золотистого колібрі-зеленохвоста (Polytmus guainumbi), зеленогорлого колібрі-манго (Anthracothorax viridigula), південного жовтогорлика (Geothlypis aequinoctialis), потеліжника (Gymnomystax mexicanus), жовтоголового каруга (Chrysomus icterocephalus), саванового шпаркоса (Leistes militaris), жовтощокого багновця (Ammodramus aurifrons), вохристу танагру (Stilpnia cayana), малого зерноїда (Sporophila minuta), білодзьобого рисоїда (Sporophila maximiliani) та болотяного рисоїда (Sporophila crassirostris).
У болотах в дельті Ориноко зустрічаються дуже рідкісні, майже ендемічні оринокські крокодили (Crocodylus intermedius) — одні з найбільших крокодилів світу, які живляться переважно рибою. Серед інших поширених в регіоні плазунів слід відзначити крокодилового каймана (Caiman crocodilus), зелену анаконду (Eunectes murinus) та мангрового полоза (Erythrolamprus cobella).

## Збереження
Оцінка 2017 року показала, що 4859 км², або 82 % екорегіону, є заповідними територіями. Природоохоронні території включають: Біосферний заповідник Дельта-дель-Ориноко, Національний парк Маріуса та Національний парк Туруепано.